# Eros Capecchi
Eros Capecchi (Perugia, 13 de junio de 1986) es un ciclista italiano.

## Trayectoria
En su época juvenil se proclamó campeón de Italia junior de fondo en carretera en el año 2004. Debutó como profesional en el año 2006, con el equipo Liquigas. Su principal victoria como profesional fue una etapa del Giro de Italia de 2011 en la fuga de una etapa terminada en San Pellegrino Terme.
En octubre de 2021 anunció su retirada como ciclista profesional.

## Palmarés
2008
- Euskal Bizikleta, más 1 etapa

2011
- 1 etapa del Giro de Italia

2012
- Gran Premio de Lugano

## Resultados en Grandes Vueltas
| Carrera | Carrera         | 2006 | 2007 | 2008 | 2009 | 2010 | 2011 | 2012 | 2013 | 2014 | 2015 | 2016 | 2017  | 2018 | 2019  | 2020 | 2021 |
| ------- | --------------- | ---- | ---- | ---- | ---- | ---- | ---- | ---- | ---- | ---- | ---- | ---- | ----- | ---- | ----- | ---- | ---- |
|         | Giro de Italia  | —    | —    | 99.º | Ab.  | Ab.  | 60.º | 37.º | 70.º | 79.º | —    | 82.º | 58.º  | 49.º | 37.º  | 87.º | —    |
|         | Tour de Francia | —    | —    | —    | —    | 83.º | —    | —    | —    | —    | —    | —    | —     | —    | —     | —    | —    |
|         | Vuelta a España | —    | —    | —    | Ab.  | —    | 21.º | 25.º | 24.º | —    | —    | —    | 104.º | —    | 121.º | —    | —    |

—: no participa
Ab.: abandono

## Equipos
- Liquigas (2005[2] -2007)
- Saunier Duval/Scott/Fuji/Footon (2008-2010)
  - Saunier Duval-Scott (2008)[3]
  - Scott-American Beef (2008)
  - Fuji-Servetto (2009)
  - Footon-Servetto (2010)
- Liquigas-Cannondale (2011-2012)
- Movistar Team (2013-2015)
- Astana Pro Team (2016)
- Quick Step (2017-2019)
  - Quick-Step Floors (2017-2018)
  - Deceuninck-Quick Step (2019)
- Bahrain[4] (2020-2021)
  - Team Bahrain McLaren (2020)
  - Team Bahrain Victorious (2021)